# Jodel D-140
 (août 2019).
Si vous disposez d'ouvrages ou d'articles de référence ou si vous connaissez des sites web de qualité traitant du thème abordé ici, merci de compléter l'article en donnant les références utiles à sa vérifiabilité et en les liant à la section « Notes et références ».
Le Jodel D-140 est le dérivé agrandi du Jodel D11.

## Historique
Le D-140 fut le premier appareil quadriplace de la famille des avions Jodel. Il fut conçu par Jean Délémontez et Edouard Jolly et construit par la Société aéronautique normande (SAN). Le premier des trois prototypes effectua son premier vol le 4 juillet 1958. L'appareil fut construit principalement pour des usagers civils en différentes versions. Quand la SAN fut mise en liquidation judiciaire en 1969, la production fut reprise par les Avions Pierre Robin.

## Construction et caractéristiques
De construction classique en bois et toile, c'est un monomoteur à aile basse encastrée et train classique. Son aile à double dièdre équipée de volets à faible corde sans fente ni recul (sur la partie sans dièdre) est caractéristique des avions Jodel. Les volets sont actionnés mécaniquement. La dérive de facture classique va évoluer au gré des versions (A, B, C, E et R). La gouverne est compensée par des becs débordants. L'empennage horizontal est lui aussi classique muni d'un trim aérodynamique ; il devient par la suite monobloc avec antitab. Les commandes de vols sont par câbles et manche.
Le train d'atterrissage est classique avec une roulette arrière conjuguée au palonnier. Le train principal est muni d'amortisseurs à diaphragme (si construit en CDN) ou par caoutchouc (si construit en CNRA), et les freins sont différentiels et hydrauliques par commande en haut de palonnier. Le réservoir de carburant principal est situé dans la partie inférieure d'une soute aménagée entre la cloison pare-feu et l'habitacle dont la partie supérieure reçoit éventuellement des bagages ou encore un réservoir supplémentaire. Le réservoir auxiliaire est positionné sous la banquette des passagers arrière.
La soute à bagages est large et, sur certains modèles, il était possible d'emporter une civière. L'accès à bord se fait par les ailes et deux portes de type papillon à l'avant de l'habitacle. Ce dernier est spacieux pouvant accepter jusqu'à 5 personnes, mais les aménagements sont sobres voire rustiques. Bien que prévu pour une utilisation en vol à vue, certains appareils ont obtenu une certification IFR.

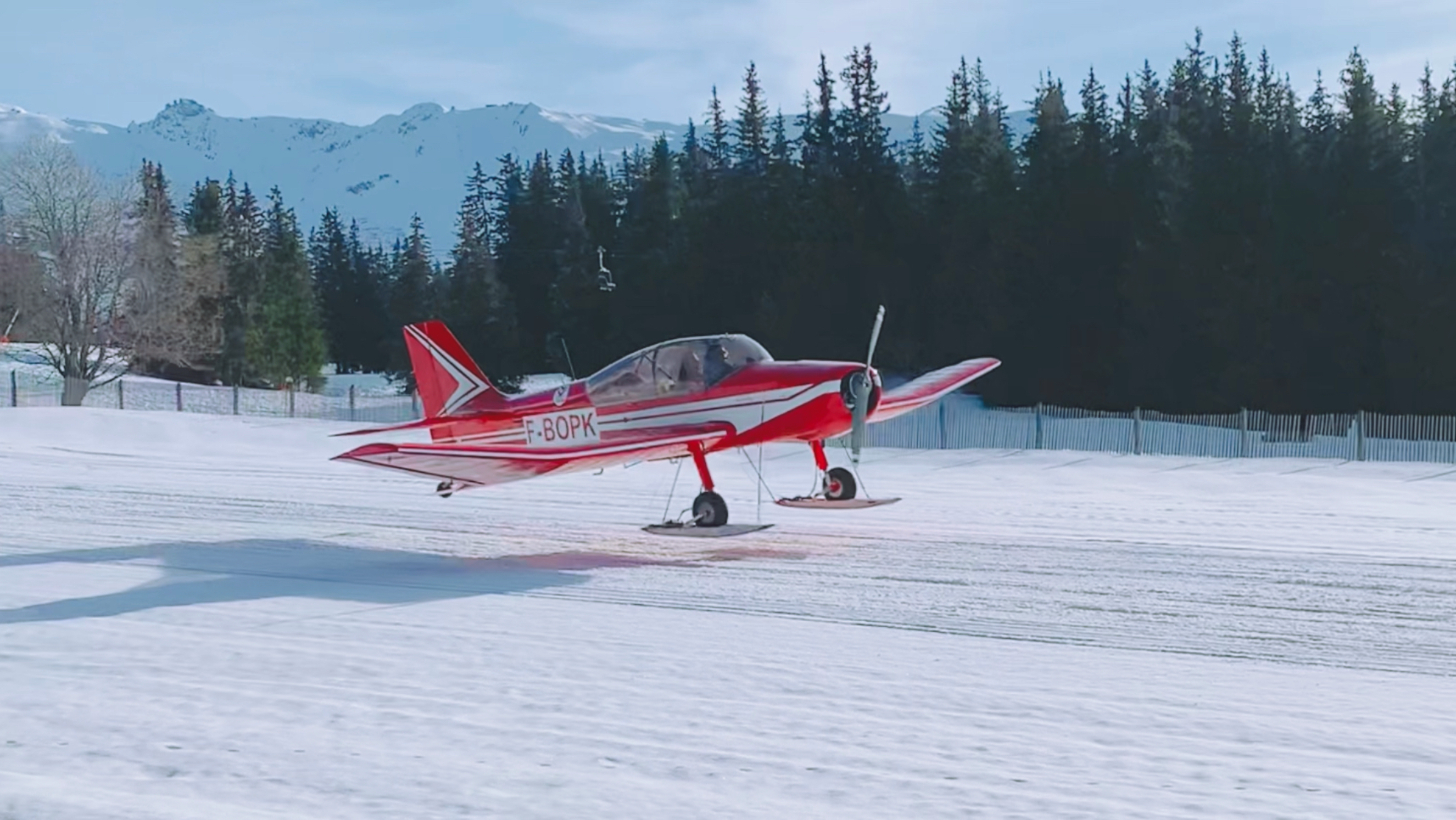
Décollage du Jodel D140R "Abeille" de l'altiport de Méribel.

Cet appareil est une référence pour la montagne et nombreux sont ceux équipés de skis, rétractables ou non. Le modèle R, nommé également « Abeille » était destiné à l'Armée de l'air française, qui l'utilise toujours pour le remorquage de planeurs. Ce dernier modèle a un arrière plus fin, une verrière panoramique et la soute à bagages est pratiquement inexistante.
De par sa motorisation et sa surface latérale importante, le roulage est fortement influencé par le vent de travers. Le contrôle de l'appareil, tant au décollage qu'à l'atterrissage, demande une attention particulière et l'utilisation des palonniers à bon escient. Les ailerons sont modifiés à partir des modèles E et R. Les volets sont plus des aérofreins que des appendices de sustentation qui seront revus et agrandis sur les modèles E et R.
Appareil de voyage acceptant les terrains les plus rustiques, son entretien et les éventuelles réparations sont aisées. Cet avion rend encore bien des services à ce jour dans les aéroclubs et altiports. Tractage de banderole, planeur, sanitaire. 
Il a un gros inconvénient, surtout pour les passagers arrière : il est très bruyant ; le mal de l'air étant lié à l'oreille interne beaucoup de passagers étaient vite malades ; même sur un vol court.[réf. nécessaire] Pour un avion de tourisme des années 1960, étant assez rapide pour les voyages aéroclubs, il fut un des premiers dans les milieux d'aviation légère à recevoir l'instrument de radio-navigation VOR (VHF Omnidirectional Range).
Les plans de cet appareil sont disponibles pour une construction amateur.

## Incidents et accidents
Le 21 mai 2022, un Jodel D-140 s'écrase près des Adrets, en Isère, dans le massif de Belledonne, causant la mort de ses 5 occupants.